# Džejla Glavović
 (novembre 2018).
Si vous disposez d'ouvrages ou d'articles de référence ou si vous connaissez des sites web de qualité traitant du thème abordé ici, merci de compléter l'article en donnant les références utiles à sa vérifiabilité et en les liant à la section « Notes et références ».
Džejla Glavović (en bosnien : Џејла Главовић, née en 1983) est une mannequin et ancienne reine de beauté bosnienne.

## Biographie
Le 29 octobre 2002, elle est couronnée Miss Terre 2002, mais gardera le titre jusqu'en mai 2003. Le comité Miss Earth l'a détrônée en raison de son non-respect des stipulations de son contrat. Elle sera replacée par sa première dauphine venant du Kenya.